# Skoky do vody na mistrovství Evropy v plaveckých sportech 1927
Závody v skocích do vody na mistrovství Evropy v plaveckých sportech za rok 1927 proběhly v Bologni, Itálie ve dnech 1. až 4. září 1927.

## Československá stopa
Československo reprezentoval Július Balász (*1901) z pražského klubu ŽSK Hagibor, Jaroslav Dvořák (*?) z pražského klubu APK a Aloisie Krongeigerová (*1900) z pražského klubu ČPK. V disciplíně skoku z 3 m prkna obsadil Dvořák 5. místo a Balász 6. místo z 16 závodníků. Ve stejné displíně skoku z 3 m prkna žen obsadila Krongeigerová 5. místo. Startovalo 6 závodnic.

## Výsledky
| Muži              | Zlato                    | Zlato | Stříbro                   | Stříbro | Bronz                    | Bronz |
| ----------------- | ------------------------ | ----- | ------------------------- | ------- | ------------------------ | ----- |
| Skoky z 3 m prkna | Ewald Riebschläger (GER) | 7     | Edmund Lindmark (SWE)     | 16,5    | Luciano Cozzi (ITA)      | 18    |
| Skoky z 10 m věže | Hans Luber (GER)         | 7     | Ewald Riebschläger (GER)  | 11      | Ezio Selva (ITA)         | 18    |
| Ženy              | Zlato                    | Zlato | Stříbro                   | Stříbro | Bronz                    | Bronz |
| Skoky z 3 m prkna | Klara Bornettová (AUT)   | 5     | Pauline Söhnchenová (GER) | 11      | Johanne Rehbornová (GER) | 14    |
| Skoky z 10 m věže | Isabel Whiteová (GBR)    | 5     | Irène Savollonová (FRA)   | 12,5    | Ewa Olliwierová (SWE)    | 14,5  |

## Medailová bilance
Ve skocích do vody se rozdělily celkem 4 sady medailí.
| Pořadí | Stát                     |       | Muži    | Muži  | Muži  |         | Ženy  | Ženy  | Ženy    |       | Muži + Ženy | Muži + Ženy | Muži + Ženy | Celkem |
| Pořadí | Stát                     | Zlato | Stříbro | Bronz | Zlato | Stříbro | Bronz | Zlato | Stříbro | Bronz |             |             |             | Celkem |
| ------ | ------------------------ | ----- | ------- | ----- | ----- | ------- | ----- | ----- | ------- | ----- | ----------- | ----------- | ----------- | ------ |
| 1.     | Německá říše (GER)       |       | 2       | 1     | 0     |         | 0     | 1     | 1       |       | 2           | 2           | 1           | 5      |
| 2.     | Rakousko (AUT)           |       | 0       | 0     | 0     |         | 1     | 0     | 0       |       | 1           | 0           | 0           | 1      |
| 3.     | Spojené království (GBR) |       | 0       | 0     | 0     |         | 1     | 0     | 0       |       | 1           | 0           | 0           | 1      |
| 4.     | Švédsko (SWE)            |       | 0       | 1     | 0     |         | 0     | 0     | 1       |       | 0           | 1           | 1           | 2      |
| 5.     | Francie (FRA)            |       | 0       | 0     | 0     |         | 0     | 1     | 0       |       | 0           | 1           | 0           | 1      |
| 6.     | Itálie (ITA)             |       | 0       | 0     | 2     |         | 0     | 0     | 0       |       | 0           | 0           | 2           | 2      |
| Celkem | Celkem                   |       | 2       | 2     | 2     |         | 2     | 2     | 2       |       | 4           | 4           | 4           | 12     |